# Meandrinidae
Meandrinidae  is een familie van neteldieren uit de klasse van de Anthozoa (bloemdieren). 

## Geslachten
- Dendrogyra Ehrenberg, 1834
- Dichocoenia Milne Edwards & Haime, 1848
- Eusmilia Milne Edwards & Haime, 1848
- Meandrina Lamarck, 1801